# Arp 2
UGC 10310 = Arp 2 ist eine Balken-Spiralgalaxie vom Hubble-Typ SBm im Sternbild Herkules. Sie ist etwa 39 Millionen Lichtjahre von der Milchstraße entfernt.
Halton Arp gliederte seinen Katalog ungewöhnlicher Galaxien nach rein morphologischen Kriterien in Gruppen. Diese Galaxie gehört zu der Klasse Spiralgalaxien mit geringer Flächenhelligkeit.